# 基納鎮區 (阿肯色州斯科特縣)
基納鎮區（英語：Keener Township）是位於美國阿肯色州斯科特縣的一個行政鎮區。

## 地方資料
基納鎮區的面積為24.11平方千米，當中陸地面積為24.03平方千米，而水域面積為0.08平方千米。根據2010年美國人口普查的數據，當地共有人口142人，而人口密度為每平方千米5.89人。